# Mistrovství Evropy v atletice 1994

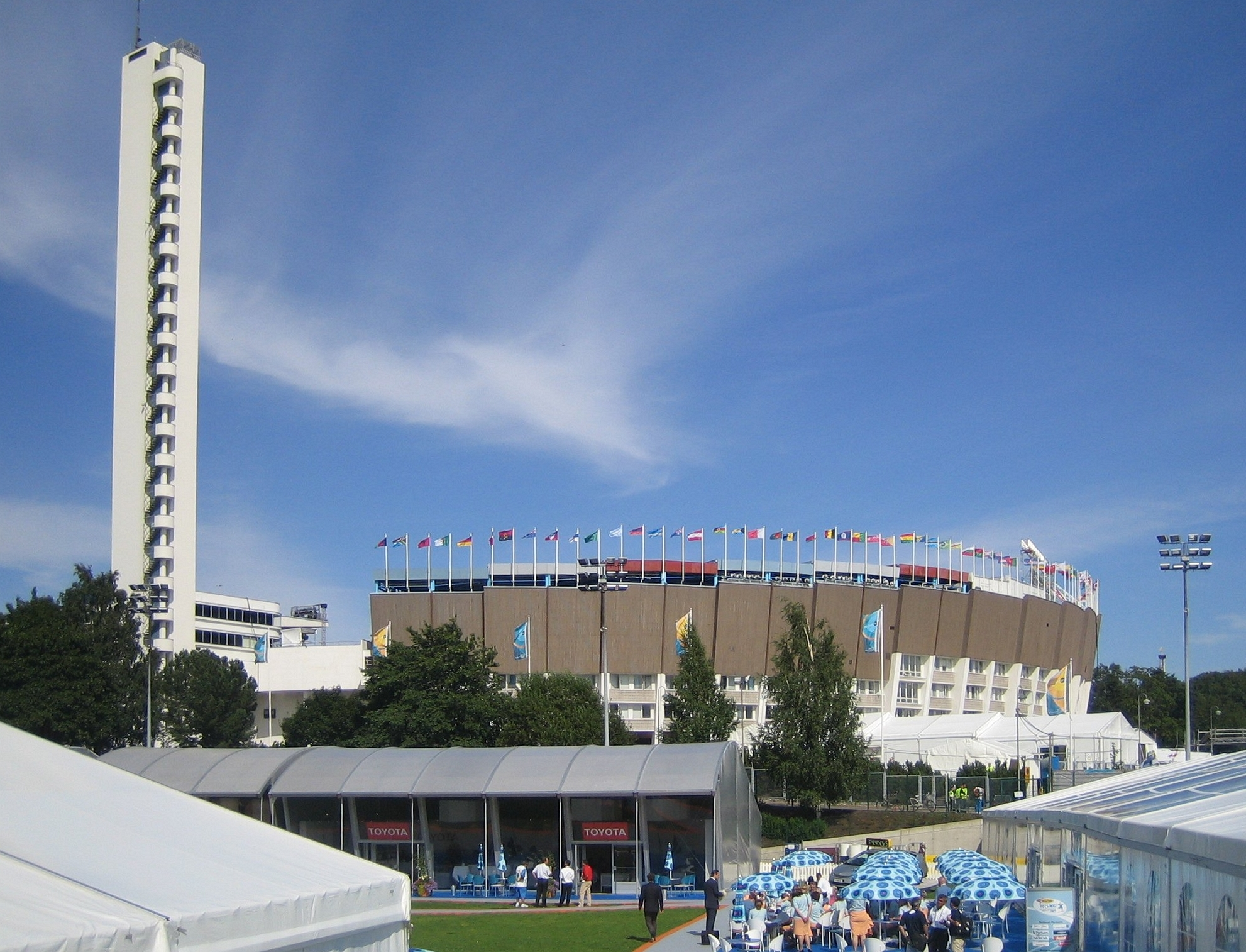
Olympijský stadion v Helsinkách

16. mistrovství Evropy v atletice se uskutečnilo ve dnech 7. – 14. srpna 1994 v hlavním městě Finska, v Helsinkách. Místem konání byl olympijský stadion v Helsinkách, na kterém se uskutečnil evropský šampionát již v roce 1971 a v roce 2012 se zde konal také XXI. ročník.
Poprvé se na šampionátu uskutečnil trojskok žen. Naposledy se naopak konal běh na 3000 metrů žen. Na následujícím šampionátu v Budapešti 1998 ženy běžely premiérově závod na 5000 metrů.

## Česká účast
Českou republiku na tomto šampionátu reprezentovalo 22 českých atletů (13 mužů a 9 žen).

## Medailisté

### Muži
| Soutěž            | Zlato                                                                              | Stříbro                                                                                       | Bronz                                                                     |
| ----------------- | ---------------------------------------------------------------------------------- | --------------------------------------------------------------------------------------------- | ------------------------------------------------------------------------- |
| 100 m             | Linford Christie 10,14                                                             | Geir Moen 10,20                                                                               | Alexandr Porchomovskij 10,31                                              |
| 200 m             | Geir Moen 20,30                                                                    | Vladislav Dologodin 20,47                                                                     | Patrick Stevens 20,68                                                     |
| 400 m             | Du'aine Ladejo 45,09                                                               | Roger Black 45,20                                                                             | Matthias Rusterholz 45,96                                                 |
| 800 m             | Andrea Benvenuti 1:46,12                                                           | Vebjørn Rodal 1:46,53                                                                         | Tomás de Teresa 1:46,56                                                   |
| 1500 m            | Fermín Cacho 3:35,27                                                               | Isaac Viciosa 3:36,01                                                                         | Branko Zorko 3:36,88                                                      |
| 5000 m            | Dieter Baumann 13:36,93                                                            | Rob Denmark 13:37,50                                                                          | Abel Antón 13:38,04                                                       |
| 10 000 m          | Abel Antón 28:06,03                                                                | Vincent Rousseau 28:06,63                                                                     | Stéphane Franke 28:07,95                                                  |
| Maraton           | Martín Fiz 2.10:31                                                                 | Diego García 2.10:46                                                                          | Alberto Juzdado 2.11:18                                                   |
| 110 m překážek    | Colin Jackson 13,08                                                                | Florian Schwarthoff 13,16                                                                     | Tony Jarrett 13,23                                                        |
| 400 m překážek    | Oleg Tverdochleb 48,06                                                             | Sven Nylander 48,22                                                                           | Stéphane Diagana 48,23                                                    |
| 3000 m překážek   | Alessandro Lambruschini 8:28,68                                                    | Angelo Carosi 8:29,81                                                                         | William Van Dijck 8:30,93                                                 |
| Štafeta 4 × 100 m | Francie 38,57 Hermann Lomba Eric Perrot Jean-Charles Trouabal Daniel Sangouma      | Ukrajina 38,98 Sergiy Ossovich Oleg Kramarenko Dimitrik Vanaikin Vladislav Dolohodin          | Itálie 38,99 Ezio Madonia Domenico Nettis Giorgio Marras Sandro Floris    |
| Štafeta 4 × 400 m | Spojené království 2:59,13 David McKenzie Roger Black Brian Whittle Du'aine Ladejo | Francie 3:01,11 Pierre-Marie Hilaire Jacques Ferraudiére Jean-Louis Bannouli Stéphane Diagana | Rusko 3:03,10 Michail Vdovin Dmitrij Bej Dmitrij Kosov Dmitrij Golovastov |
| Chůze na 20 km    | Michail Ščennikov 1.18:45                                                          | Jevgenij Misjulja 1.19:22                                                                     | Valentí Massana 1.20:33                                                   |
| Chůze na 50 km    | Valerij Spicyn 3.41:07                                                             | Thierry Toutain 3.43:52                                                                       | Giovanni Perricelli 3.43:55                                               |
| Skok do výšky     | Steinar Hoen 2,35 m                                                                | Artur Partyka 2,33 m Steve Smith 2,33 m                                                       | neudělena                                                                 |
| Skok o tyči       | Radion Gataullin 6,00 m                                                            | Igor Tranděnkov 5,90 m                                                                        | Jean Galfione 5,85 m                                                      |
| Skok daleký       | Ivajlo Mladenov 8,09 m                                                             | Milan Gombala 8,04 m                                                                          | Konstantinos Koukodimos 8,01 m                                            |
| Trojskok          | Děnis Kapustin 17,62 m                                                             | Serge Hélan 17,55 m                                                                           | Māris Bružiks 17,20 m                                                     |
| Vrh koulí         | Oleksandr Klymenko 20,78 m                                                         | Oleksandr Bahač 20,34 m                                                                       | Roman Virasťjuk 19,59 m                                                   |
| Hod diskem        | Vladimir Dubrovščik 64,78 m                                                        | Dmitrij Ševčenko 64,56 m                                                                      | Jürgen Schult 64,18 m                                                     |
| Hod kladivem      | Vasilij Sidorenko 81,10 m                                                          | Igor Astapkovič 80,40 m                                                                       | Heinz Weis 78,48 m                                                        |
| Hod oštěpem       | Steve Backley 85,20 m                                                              | Seppo Räty 82,90 m                                                                            | Jan Železný 82,58 m                                                       |
| Desetiboj         | Alain Blondel 8 453 bodů                                                           | Henrik Dagård 8 362 bodů                                                                      | Lev Lobodin 8 201 bodů                                                    |

### Ženy
| Soutěž            | Zlato                                                                                     | Stříbro                                                                                         | Bronz                                                                                       |
| ----------------- | ----------------------------------------------------------------------------------------- | ----------------------------------------------------------------------------------------------- | ------------------------------------------------------------------------------------------- |
| 100 m             | Irina Privalovová 11,02                                                                   | Žanna Pintusevyčová 11,10                                                                       | Melanie Paschkeová 11,28                                                                    |
| 200 m             | Irina Privalovová 22,32                                                                   | Žanna Pintusevyčová 22,77                                                                       | Galina Malčuginová 22,90                                                                    |
| 400 m             | Marie-José Pérecová 50,33                                                                 | Světlana Gončarenková 51,24                                                                     | Phylis Smithová 51,30                                                                       |
| 800 m             | Ljubov Gurinová 1:58,55                                                                   | Natalia Duchnovová 1:58,55                                                                      | Ljudmila Rogačovová 1:58,69                                                                 |
| 1500 m            | Ljudmila Rogačovová 4:18,93                                                               | Kelly Holmesová 4:19,30                                                                         | Jekatěrina Podkopajevová 4:19,37                                                            |
| 3000 m            | Sonia O'Sullivanová 8:31,84                                                               | Yvonne Murrayová 8:36,48                                                                        | Gabriela Szabóová 8:40,08                                                                   |
| 10 000 m          | Fernanda Ribeirová 31:08,75                                                               | Conceição Ferreiraová 31:32,82                                                                  | Daria Nauerová 31:35,96                                                                     |
| Maraton           | Manuela Machadová 2.29:54                                                                 | Maria Curatolová 2.30:33                                                                        | Adriana Barbuová 2.30:55                                                                    |
| 100 m překážek    | Svetla Dimitrovová 12,72                                                                  | Julia Graudynová 12,93                                                                          | Jordanka Donkovová 12,93                                                                    |
| 400 m překážek    | Sally Gunnellová 53,33                                                                    | Silvia Riegerová 54,68                                                                          | Anna Knorozová 54,68                                                                        |
| Štafeta 4 × 100 m | Německo 42,90 Melanie Paschkeová Silke Knollová Bettina Zippová Silke Lichtenhagenová     | Rusko 42,96 Natalja Anisimovová Marina Tranděnkovová Galina Malčuginová Irina Privalovová       | Bělorusko 43,00 Desislava Dimitrovová Svetla Dimitrovová Anelia Nunevaová Petja Pendarevová |
| Štafeta 4 × 400 m | Francie 3:22,34 Francine Landreová Evelyn Elienová Viviane Dorsileová Marie-José Pérecová | Rusko 3:24,06 Natalja Chruščelevová Jelena Andrejevová Taťána Sacharovová Světlana Gončarenková | Německo 3:24,10 Karin Jankeová Heike Meißnerová Uta Rohländerová Anja Rückerová             |
| Chůze na 10 km    | Sari Essayahová 42:37                                                                     | Annarita Sidotiová 42:43                                                                        | Jelena Nikolajevová 42:43                                                                   |
| Skok do výšky     | Britta Bilačová 2,00 m                                                                    | Jelena Guljajevová 1,96 m                                                                       | Nelė Žilinskienė 1,93 m                                                                     |
| Skok daleký       | Heike Drechslerová 7,14 m                                                                 | Inessa Kravecová 6,99 m                                                                         | Fiona Mayová 6,90 m                                                                         |
| Trojskok          | Anna Birjukovová 14,89 m                                                                  | Inna Lasovská 14,85 m                                                                           | Inessa Kravecová 14,67 m                                                                    |
| Vrh koulí         | Vita Pavlyšová 19,61 m                                                                    | Astrid Kumbernussová 19,49 m                                                                    | Světla Mitkovová 19,45 m                                                                    |
| Hod diskem        | Ilke Wyluddaová 68,72 m                                                                   | Jellina Zverevová 64,46 m                                                                       | Mette Bergmannová 64,34 m                                                                   |
| Hod oštěpem       | Trine Hattestadová 68,00 m                                                                | Karen Forkelová 66,10 m                                                                         | Felicia Ţilea-Moldovan 64,34 m                                                              |
| Sedmiboj          | Sabine Braunová 6 419 bodů                                                                | Rita Ináncsiová 6 404 bodů                                                                      | Urszula Włodarczyková 6 322 bodů                                                            |

## Medailové pořadí
| Umístění | Stát               | Zlato | Stříbro | Bronz | Celkem |
| -------- | ------------------ | ----- | ------- | ----- | ------ |
| 1.       | Rusko              | 10    | 8       | 7     | 25     |
| 2.       | Spojené království | 6     | 5       | 2     | 13     |
| 3.       | Německo            | 5     | 4       | 5     | 14     |
| 4.       | Francie            | 4     | 3       | 2     | 9      |
| 5.       | Ukrajina           | 3     | 6       | 3     | 12     |
| 6.       | Španělsko          | 3     | 2       | 4     | 9      |
| 7.       | Norsko             | 3     | 2       | 1     | 6      |
| 8.       | Itálie             | 2     | 3       | 3     | 8      |
| 9.       | Portugalsko        | 2     | 1       | 0     | 3      |
| 10.      | Bulharsko          | 2     | 0       | 3     | 5      |
| 11.      | Bělorusko          | 1     | 4       | 0     | 5      |
| 12.      | Finsko             | 1     | 1       | 0     | 2      |
| 13.      | Irsko              | 1     | 0       | 0     | 1      |
| 13.      | Slovinsko          | 1     | 0       | 0     | 1      |
| 15.      | Švédsko            | 0     | 2       | 0     | 2      |
| 16.      | Belgie             | 0     | 1       | 2     | 3      |
| 17.      | Česko              | 0     | 1       | 1     | 2      |
| 17.      | Polsko             | 0     | 1       | 1     | 2      |
| 19.      | Maďarsko           | 0     | 1       | 0     | 1      |
| 20.      | Rumunsko           | 0     | 0       | 3     | 3      |
| 21.      | Švýcarsko          | 0     | 0       | 2     | 2      |
| 22.      | Chorvatsko         | 0     | 0       | 1     | 1      |
| 22.      | Litva              | 0     | 0       | 1     | 1      |
| 22.      | Lotyšsko           | 0     | 0       | 1     | 1      |
| 22.      | Řecko              | 0     | 0       | 1     | 1      |